# NGC 5045
NGC 5045 ist ein offener Sternhaufen (Typdefinition „OCL“) im Sternbild Zentaur am Südsternhimmel und etwa 1500 Parsec von der Erde entfernt. Er wurde am 16. Juni 1835 vom britischen Astronomen John Herschel mit einem 18-Zoll-Spiegelteleskop entdeckt, der ihn wahrscheinlich am gleichen Tag zweimal beobachtete und dabei „a great cluster, or a surprisingly rich portion of the milky way. It contains 34 stars 11th mag, and perhaps 150 or 200 more of less magnitudes in field“ notierte.